# دومکی اپازیلا
دومکی اپازیلا (به لاتین: Dumki Upazila) یک منطقهٔ مسکونی در بنگلادش است که در ناحیه پتوکالی واقع شده‌است. دومکی اپازیلا ۹۲٫۴۶ کیلومتر مربع مساحت و ۷۰٬۷۰۵ نفر جمعیت دارد.